# Ritmo Tribale
I Ritmo Tribale sono un gruppo rock italiano formatosi negli anni ottanta a Milano come espressione della scena underground legata al Leoncavallo ed ai centri sociali.

## Storia

### Periodo 1984-1996 con Edda
Il gruppo si forma a Milano nel 1984 dall'unione tra Fabrizio "Fabri" Rioda, Alessandro "Zero" Zerilli e Stefano "Edda" Rampoldi. Subito dopo si aggiungono a loro il chitarrista Andrea Scaglia e Alex Marcheschi.
L'esordio avviene nel 1987, quando realizzano uno split in cassetta con il gruppo sperimentale F:A:R:, allegato alla fanzine Amen This Is Religgion, legata allo spazio autogestito Virus di via Correggio.
Il primo disco viene pubblicato nel 1988: si tratta di Bocca chiusa (Radio Base 81 Records). In questo disco è Scaglia a rivestire il ruolo di cantante e Zero quello di bassista poiché Edda si era allontanato dal gruppo. L'album rappresenta una specie di "esercizio di riscaldamento": dura circa 24 minuti ed è composto da soli 8 brani, di matrice hardcore-energetica.
Poco dopo fa il suo ingresso in formazione il bassista Andrea "Briegel" Filipazzi e rientra anche Edda che, insieme a Scaglia, riprende il suo ruolo di cantante, o meglio di frontman, visto che la sua attitudine lo spinge a muoversi sul palco con veemenza ed energia.
Nel 1990 esce Kriminale (Vox Pop), registrato al Bips di Milano. L'album, in cui debutta come vocalist Rampoldi, consente alla band di trovare un giusto equilibrio tra diversi generi: hard rock, punk e metal. All'album collabora il tastierista Luca Talia Accardi (il suo contributo si sente nei brani La città e Guilty), che diventerà nell'immediato il sesto membro del gruppo.
Kriminale viene recensito positivamente da Maximum Rock'n'Roll e ciò permette ai "Tribali" di esibirsi a New York nell'ambito del New Music Seminar, oltre che di girare per tutta l'Europa (Germania, Francia, Svizzera, Jugoslavia) e di suonare in Algeria.
Appena un anno dopo, nel 1991, esce Ritmo Tribale (Vox Pop), mini-LP in cui Talia alle tastiere offre nuovi spunti alle sonorità della band, che si avvicinano al crossover  e alla musica psichedelica, ma anche alla black wave e al funk. Nel frattempo il gruppo continua ad esibirsi anche all'estero, partecipando in Francia e Germania a diverse rassegne di musica indipendente.
Nel 1992 è la volta di Tutti vs. tutti (Dsb), in cui si inizia ad intravedere la maturità acquisita dal gruppo. Così il gruppo si fa conoscere anche al di fuori della ristretta cerchia di appassionati.
È con Mantra (1994, Black Out) che i Ritmo tribale diventano un nome di punta del rock italiano. Il disco ottiene un ottimo successo di critica e pubblico e viene diffuso anche in Europa. Il gruppo partecipa a numerosi festival europei (a Budapest e al Dour ‘95 in Belgio). Il videoclip del brano Sogna (girato a Cuba) dà al gruppo ulteriore successo.
Nel 1995 è la volta di Psycorsonica (Mercury), contenente il singolo Universo, arriva alla fine del 1995 considerato l'album della maturità artistica dei Tribali.

### Post-Edda
Durante il tour, nel 1996 Edda lascia la band e si ritirerà dalle scene per 12 anni, prima di intraprendere la carriera solista a partire dal 2008.
Alla voce torna così Scaglia. Nel 1999, dopo alcuni anni di pausa, la band pubblica Bahamas (Edel Music) che però non ottiene i favori della critica e del pubblico, cosicché la band decide di alzare bandiera bianca.
Nel 2000 il gruppo si scioglie dopo un'esibizione all'Aquatica di Milano, successivamente, nel 2002 viene dato alle stampe il cofanetto Bocca chiusa/Kriminale, che contiene le riedizioni dei primi due album.
Nel 2007 la band si ritrova in via del tutto eccezionale per un concerto-evento al Fillmore di Piacenza; nello stesso periodo viene pubblicata una doppia antologia contenente due inediti e intitolata Uomini 1988-2000.
Nel 2009 Scaglia, Marcheschi, Talia e Briegel (tutto il gruppo tranne Fabrizio Rioda) decide di organizzarsi intorno ad un nuovo progetto, che vede coinvolto anche Xabier Iriondo (nel periodo in cui aveva lasciato gli Afterhours) e Bruno Romani ex Detonazione che prende il nome di NoGuRu. Il gruppo esordisce nel 2010 con l'album Milano Original Soundtrack.
Il 24 aprile 2017 presso il Centrale rock Pub di Erba, dopo dieci anni, Scaglia, Rioda, Marcheschi, Filipazzi e Accardi si ritrovano per un concerto evento riproponendo per intero dal vivo l'album Bahamas e tutti i più grandi successi dei Ritmo tribale in oltre due ore di live. Dopo il successo di quest'ultimo concerto-evento i Ritmo Tribale si esibiscono di nuovo il 14 settembre 2017 a Segrate presso il circolo Magnolia, seguito da un tour estivo con alcuni esclusivi concerti.
Il 25 maggio 2018 esce il primo singolo della nuova era, intitolato "Le cose succedono", che anticipa l'uscita del disco La rivoluzione del giorno prima uscito poi nel 2020.

## Stile
Esplosi nel decennio indie per eccellenza (gli anni '90), i Ritmo Tribale sono stati una delle band alt rock italiane più dirompenti, tra vocazioni hard rock/hardcore ed atteggiamenti barricadieri e anarchici.
Il loro sound ha ispirato molti artisti che hanno poi avuto decisamente più successo come gli Afterhours o i Negrita.

## Formazione

### Formazione attuale
- Andrea Scaglia - voce, chitarra (1985-2002, 2007, 2016-presente); voce (1987, 1996-2002, 2007, 2016-oggi)
- Fabrizio Rioda - chitarra (1984-2002, 2007, 2016-presente)
- Andrea "Briegel" Filipazzi  - basso (1988-2002, 2007, 2016-presente)
- Luca "Talia" Accardi - tastiere (1991-2002, 2007, 2016-presente)
- Alex Marcheschi - batteria, percussioni (1984-2002, 2007, 2016-presente)

### Ex componenti
- Stefano "Edda" Rampoldi - voce (1984-1987, 1988-1996)
- Alessandro "Zero" Zerilli - basso (1984-1988)

## Discografia

### Album in studio
- 1988 – Bocca chiusa
- 1990 – Kriminale
- 1992 – Tutti vs. tutti
- 1994 – Mantra
- 1995 – Psycorsonica
- 1999 – Bahamas
- 2020 – La rivoluzione del giorno prima

### EP
- 1991 - Ritmo Tribale

### Raccolte
- 2007 – Uomini 1988-2000

### Split
- 1987 – Allegato sonoro - Amen This Is Religgion N° 5 (con i F:A.R.)